# QBZ-95
A QBZ-95 (kínaiul: 轻武器,步枪,自动（简称95式）, pinjin átírással: Qīngwuqi Bùqiāng--Zìdòng 1995 - Automata Karabély 1995) egy, a Norinco cég által a Kínai Népköztársaság hadereje számára gyártott, bullpup rendszerű gépkarabély.

## Szerkezet, kialakítás
A QBZ-95 gépkarabélyt a Type-81 gépkarabély leváltására tervezték. A fegyver kialakításánál modern, szintetikus anyagokat vettek igénybe. Az automata zárszerkezetet a lövés során keletkező gázok energiája működteti, amikor a lövésfolyamat során a lövedék elhagyja a gázátömlő furatot, kevés lőporgáz jut a gázhengerbe és hátrafele mozgatja a gázdugattyút, amely működteti a zárszerkezetet. A fegyver kis kaliberű, 5.8×42mm DBP87 golyót lő ki, mely az 5,56×45 mm NATO töltény kínai gyártmányú változata. 
A fegyver bullpup rendszerét valószínűleg a FAMAS, az SA80 és a Steyr AUG gépkarabélyok figyelembevételével alakították ki. A zárszerkezetet a fegyver tusában, az elsütőbillentyű és a pisztolyszerű markolat mögött helyezték el, ezáltal a fegyver rövidebb a középzáras gépkarabélyoknál és nagyobb csőhosszal rendelkezik.
A QBZ-95-ön elhelyezett választó-kapcsolónak négy beállítása van: a 0 a biztonsági módot jelöli, az 1 a fél-automata módot, a 2 az automata, míg a 3 a hármas sorozatok leadására teszi alkalmassá a fegyvert.

## Változatok
- QBZ-95 gépkarabély - a standard verzió.
- QBZ-95B - A standard változat egy rövidebb és könnyebb típusa, súlya mindössze 2,9 kg és hossza 605 mm. Kizárólag a Kínai Haditengerészet tisztjei használják.
- QBB-95 LSW - A QBZ-95 golyószóró változata, megnövelt csőhosszal és tűzgyorsasággal, valamint az íves szekrénytár helyett 75 töltény befogadására képes dobtárat szereltek rá. Súlya 3,9 kg, hossza 840 mm.
- QBZ-97 - A QBZ-95 importcélokra kialakított változata, mely az eredeti kínai gyártmányú lőszer helyett 5,56×45 mm NATO lőszert tüzel és a fegyver kisebb módosításokon esett át, hogy képes legyen a STANAG szekrénytár használatára. Ennek a típusnak is van gépkarabély (QBZ-97A), karabély (QBZ-97B) és golyószóró (QBZ-97 LSW) változata.
- QBZ-95G - A fegyver modernizált változata, az első prototípusok 2010-ben készültek el.

## Alkalmazók
- Kína
- Kambodzsa - A kambodzsai különleges kommandó alkalmazza a QBZ-97 variánsait.
- Mianmar - Szintén a QBZ-97 variánsait rendszeresítették, a Burmai belső konfliktus harcaiban alkalmazza a mianmari haderő.
- Srí Lanka